# القابل (النادرة)

تعديل مصدري - تعديل

القابل محلة تابعة لقرية المنزل، التابعة لعزلة الفجرة بمديرية النادرة إحدى مديريات محافظة إب في الجمهورية اليمنية، بلغ تعداد سكانها 136 حسب تعداد اليمن لعام 2004.